# Narcissus × rogendorfii
Narcissus × rogendorfii là một loài thực vật có hoa lai ghép trong họ Amaryllidaceae. Loài này được Batt. & Trab. mô tả khoa học đầu tiên năm 1905.